# Dragør (obec)
Dragør Kommune je dánská komuna v regionu Hovedstaden. Vznikla roku 2007 po dánských strukturálních reformách. Zaujímá oblast 18,42 km², ve které v roce 2017 žilo 14 288 obyvatel.
Centrem kommune je město Dragør.

## Sídla
V Dragør Kommune se nachází 2 obce.
| Sídla  | Obyvatel (2017) |
| ------ | --------------- |
| Dragør | 12 132          |
| Søvang | 1 736           |